# Gołos tatar
Gołos tatar (ros. Голос татар) – tygodnik w języku rosyjskim, wydawany od 2 lipca do 20 grudnia 1917 roku w Symferopolu jako organ Muzułmańskiego Komitetu Wykonawczego.

## Historia
Pierwszy numer tygodnika ukazał się 22 lipca 1917 roku w Symferopolu. Gołos tatar był wydawany w języku rosyjskim przez Muzułmański Komitet Wykonawczy (Musulmanskij ispołnitielnyj komitiet). Ostatni numer ukazał się 20 grudnia 1917 roku. W sumie wydano 16 numerów.
W artykule wstępnym z pierwszego numeru zapisano, że naród Tatarów krymskich  „w jedności z innymi narodami, mieszkającymi na Krymie, nie żąda dla siebie autonomii politycznej, lecz również nie pozwoli na ustanowienie hegemonii politycznej jakiegokolwiek narodu, nieposiadającego ani kulturowych, ani historycznych, ani etnograficznych praw do takowej”.
Jeden numer pisma kosztował 10-15 kopiejek, a subskrybenci gazety Millet otrzymywali go bezpłatnie.
Gazeta była wydawana jako 4 stronicowy druk. Na pierwszej stronie umieszczano aktualności, na drugiej przedruki i komentarze do artykułów w innych gazetach, na trzeciej kronikę, a na ostatniej ogłoszenia. 